# خلفك تماما
خلفك تماماً هي عبارة عن مجموعة من القصص المرعبة وعددها تسعة عشر قصة من تأليف رمزي كامبل رامسي كامبل، وتم نشرها في الأصل بواسطة PS Publishing في عام 2009.ولاحقا في عام 2013 تم إصدار طبعة ورقية بواسطة Drugstore Indian Press .

## القصة
أثناء عرضه للمجموعة القصصية لجمعية الخيال البريطانية، وصف بول كامبل الكتاب بأنه «بديع»، وشرح لكامبل «.......... السبب في كونه أفضل كاتب رعب على قيد الحياة اليوم هو أنه يمتلك القدرة - التي لا مثيل لها من قبل أي كاتب آخر - أي أن كتاباته تضج بحس الإنذار والتهديد في كل سطر ومن كل فقرة في كل صفحة لدرجة الإحساس بأن أسطر الرواية بذاتها كافية لمطاردتك والنيل منك، ولكن طريقته في دمج الفكرة مع أسلوبه الفريد يتسبب في جعل ذراعي القارئ باردين مثل لحم الأوز».(في تعريف القاموس الأكثر صرامة للكلمة)  ولاحظت مجلة Publishers Weekly أن «سيد الرعب البريطاني كامبل (Told by the Dead) يعرض هديته المضطربة في هذه المجموعة المكونة من 18 قصة قصيرة حديثة».

## المحتوى
القصص المتضمنة هي:
- «الخوف من الموتى» (2003)
- «الحفر العميق» (2007)
- «غرفة مزدوجة» (2008)
- «مكان الوحي» (2003)
- «الفائز» (2005)
- «نسخة واحدة فقط» (2002)
- "Laid Down" (2004)
- «طرف لا يجفل» (2005
- «تفكك» (2004)
- «الاحترام» (2008)
- «بقايا الشعور» (2003)
- «الخط المباشر» (2004)
- «سكيليتون وودز» (2005)
- «الذي لا يخضع» (2002)
- «الإعلان» (2005)
- «السحب لأسفل» (2008)
- «يظهر مع القمر» (2001
- «خلفك فقط» (2005)
- «كلمات آمنة» (2009)